# IAR 316
IAR 316 je licenční varianta francouzského vrtulníku Aérospatiale SA 316B Alouette III vyráběná rumunskou společností Industria Aeronautică Română (IAR). 

## Vznik a vývoj

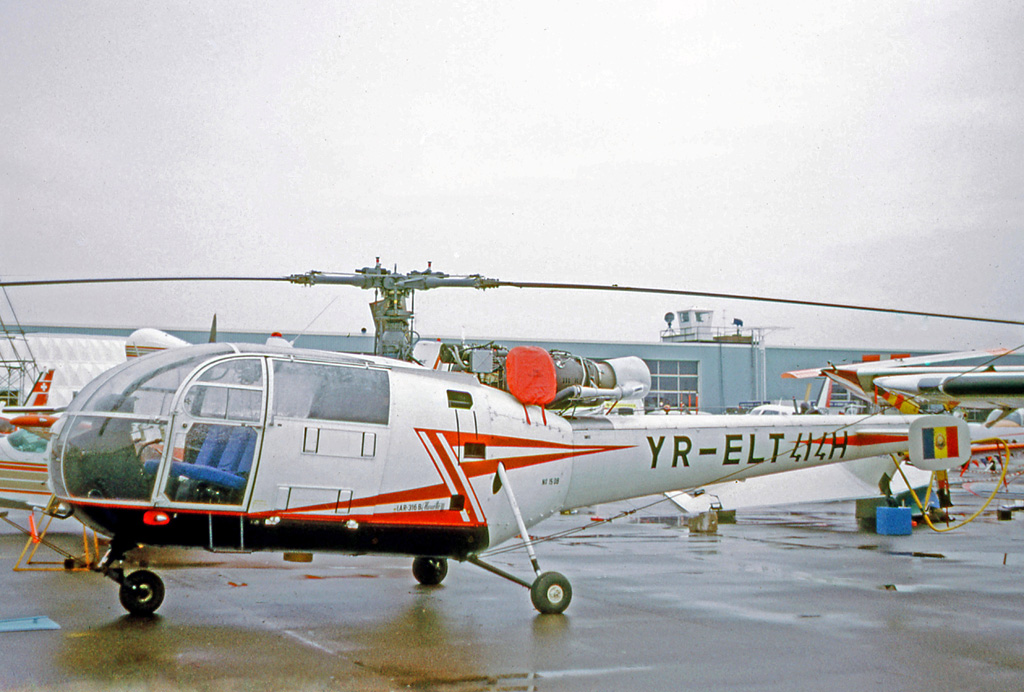
IAR 316B na Pařížském aerosalonu v roce 1973

Společnost IAR zahájila výrobu IAR 316 v roce 1971 v továrně nedaleko Brașova, a do roku 1987, kdy ji ukončila, vzniklo celkem 250 kusů. Z nich 125 převzaly ozbrojené síly Rumunska, které dodnes část z nich používají jako cvičné, další byly užívány rumunským civilním sektorem, a jiné byly exportovány do několika zemí, například Angoly, Pákistánu a Guiney. Rumunské IAR 316 byly adaptovány pro použití zbraňových systémů užívaných východním blokem, pod nějž tehdejší Rumunská socialistická republika spadala, například raketnice pro neřízené rakety ráže 57 mm, kulomety ráže 7,62 mm a protitankové řízené střely. Jeden z prvních vyrobených exemplářů byl vystaven na Pařížském aerosalonu v červnu 1973.

## IAR 317
Varianta IAR 317 byla pokusem o lehký bitevní vrtulník založený na IAR 316, která využívala stejný rotor a turbohřídelový motor Artouste IIIB. Přední část trupu byla překonstruována, se stupnovitě uspořádanými tandemovými obrněnými kokpity pilota a operátora zbraňových systémů. Zadní část trupu zůstala téměř nezměněna, a stroj byl na bocích doplněn krátkými křídly se závěsníky výzbroje, například protitankových střel, raketnic anebo kulometných kontejnerů. Vznikl jeden prototyp, který byl pod jménem Airfox představen na Pařížském aerosalonu v roce 1985.

## Uživatelé
- Angola
  - Angolské letectvo[1]
- Rumunsko
  - Rumunské letectvo[2]

## Specifikace (IAR 316)

Třípohledový nákres

### Technické údaje
- Posádka: 2
- Kapacita: 5 osob
- Délka: 12,82 m[3]
- Výška: 2,97 m[3]
- Šířka trupu: 2,6 m[3]
- Průměr nosného rotoru: 11,02 m[3]
- Plocha rotoru: 95,4 m²
- Hmotnost prázdného stroje: 1050 kg
- Maximální vzletová hmotnost: 2200 kg
- Palivová kapacita: 550 kg
- Pohonná jednotka: 1× turbohřídelový motor Turbomeca Artouste IIIB
- Výkon pohonné jednotky: 425 kW (570 shp)

### Výkony
- Maximální rychlost: 210 km/h[3]
- Cestovní rychlost: 180 km/h
- Dolet: 540 km
- Praktický dostup: 3200 m[3]
- Stoupavost: 4,33 m/s

### Výzbroj
- 1× pouzdro s kulometem ráže 7,62 mm
- 2 závěsné body pro podvěšení řízených protitankových střel, pum nebo raketnic pro rakety S-5 do hmotnosti až 200 kg[3]